# Бабашов Леонід Іванович
Бабашов Леонід Іванович (31 січня 1966 , Петрівка, Кримська область ) — нині російський політичний діяч, депутат VIII скл. Державної думи.

## Громадянька позиція
Підтримує російсько-українську війну, через що перебуває під санкціями 27 країн ЄС, Великобританії, США, Канади, Швейцарії, Австралії, Японії, України, Нової Зеландії.

## Життєпис
Народився 31 січня 1966 року в селі Петрівка Красногвардійського району Криму, навчався у місцевій сільській школі. Був кандидатом у майстри спорту із зимового багатоборства. З 1984 по 1986 служив у армії СРСР в ракетних військах стратегічного призначення.
Почав трудову кар'єру в 1986 році в селищі Красногвардійське на підприємства ДТСААФ як слюсар з ремонту автомобілів. За три роки став маляром-рихтувальником автогаража при колгоспі «Дружба народів».
1993 року почав займатися підприємництвом, був власником компанії з будівництва автодоріг, яка неодноразово вигравала тендери у «Кримавтодору».
1995 року закінчив Київський інженерно-будівельний інститут за спеціальністю «інженер-будівельник», 2016 року отримав ступінь бакалавра в Кримському університеті ім. Вернадського за напрямом «юриспруденція».
Був першим віце-президентом Федерації вітрильного спорту Криму, входив до опікунської ради меморіального комплексу концтабору «Червоний», брав участь у фінансуванні встановлення пам'ятника російським окупантам у Сімферополі.

### Політика
2014 року Бабашов підтримав окупацію Криму Росією, після чого став головою «кримського парламенту» і вступив до партії «Єдина Росія». На виборах до ради Республіки Крим 2014 року Бабашов балотувався за одномандатним округом у Червоногвардійському районі, пройшов до парламенту, де очолив комітет з будівництва та житлово-комунального господарства. ПІсля цього РНБО ввела проти Бабашова санкції.
У 2014—2021 — депутат Держради Криму 1-го та 2-го скликань.
2018 року Бабашов розкритикував голову окупаційної адміністрації Євпаторії Андрія Філонова за сміття на вулицях. На наступних виборах 2019 року його знову було обрано до ради Криму від Червоногвардійського району, він став головою комітету з будівництва, транспорту та паливно-енергетичного комплексу, підтримав поправки до Конституції Росії 2020 року.

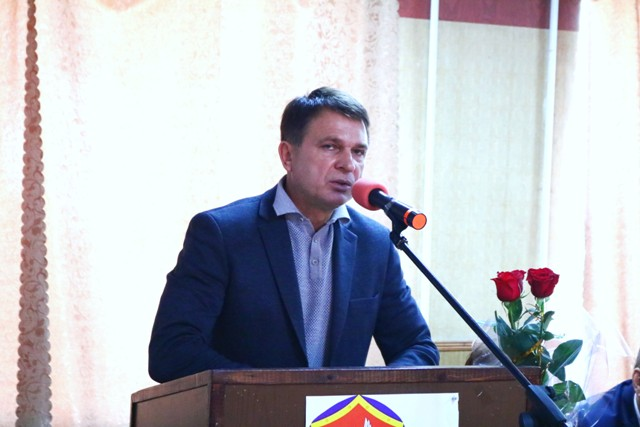
Бабашов 2018 року

У липні 2021 року, перед виборами до думи Росії, замінив віце-прем'єра Криму Євгена Кабанова, що зняв свою кандидатуру, на Євпаторійському виборчому окрузі. Пройшов до парламенту, набравши 58,17 % голосів виборців, увійшов до комітету з транспорту та транспортної інфраструктури Держдуми РФ.
З вересня 2021 року обіймав посаду депутата Держдуми РФ VIII скл., незважаючи на те, що він був членом «Єдиної Росії», балотувався як незалежний кандидат від окупованої РФ «Республіки Крим».

## Санкції
Через підтримку російської війни проти України та порушення територіальної цілісності України перебуває під персональними міжнародними санкціями різних країн. З 23 лютого 2022 перебуває під санкціями всіх країн Європейського союзу, з 11 березня — Великобританії, з 24 березня — США, з 24 лютого 2022 — Канади, з 27 вересня — Швейцарії, з 26 лютого — Австралії, з 12 квітня 2022 — перебуває під санкціями Японії.
Указом президента України Володимира Зеленського від 7 вересня 2022 року знаходиться під санкціями України, з 3 травня 2022 року перебуває під санкціями Нової Зеландії.
24 березня 2023 року Вищий антикорупційний суд України задовольнив позов Міністерства юстиції щодо конфіскації активів Бабашова.

## Родина
Від першого шлюбу має двох дітей. Після смерті дружини, одружився з Тетяною, від якої в нього народилася дочка.
Його діти Артур та Алла Бабашові є власниками 50 % акцій у підприємстві «Альт-Ера». Артур Бабашов також є директором компанії. Після 2014 року «Альт-Ера» стала одним із лідерів за кількістю виграних бюджетних замовлень на будівництво та обслуговування доріг Криму. За 2021 сума контрактів, отриманих компанією, становила $12 млн.